# Donawitzer Straße
Die Donawitzer Straße B 115a ist eine Landesstraße in Österreich. Sie hat eine Länge von 8,5 km und verbindet die Eisen Straße B 115 mit der Stadt Leoben. Sie ist nach dem Leobener Stadtteil Donawitz benannt, durch den sie führt.

## Geschichte
Die Eisen Straße endete ursprünglich in Leoben und gehörte zu den Bundesstraßen, die durch das Bundesgesetz vom 8. Juli 1921 eingerichtet wurden. Seit dem 1. Jänner 1973 führt die Eisen Straße jedoch nach Traboch und die ehemalige Strecke der Eisen Straße wurde in Donawitzer Straße umbenannt.